# Конышев, Иван Кузьмич
Ива́н Кузьми́ч Ко́нышев (4 [16] сентября 1895, Руйка, Вятская губерния — 18 октября 1979, Севастополь) — генерал-майор береговой службы ВМФ СССР, участник Гражданской, советско-финской и Великой Отечественной войн.

## Биография
Иван Кузьмич Конышев родился 4 сентября 1895 года в деревне Старое Опарино. В 1915 году был призван на службу в царскую армию, служил минным машинистом в Учебно-минном отряде, дослужился до звания унтер-офицера. В 1918 году добровольцем поступил на службу в Военно-морской флот. Участвовал в боях Гражданской войны, был ранен.
После окончания Гражданской войны продолжал службу на командных должностях в частях ВМФ СССР. С 1924 года служил в военных учебных заведениях, был заведующим обучением Электроминной школы, начальником Объединённой и Артиллерийской школ ВМФ СССР. В 1939—1940 годах командовал Лужским военным портом, участвовал в советско-финской войне. Впоследствии командовал портом в городе Койвисто, а с октября 1940 года был комендантом Таллина. 21 мая 1941 года присвоено воинское звание генерал-майор береговой службы.
С начала Великой Отечественной войны — в действующей армии. Командовал флотским полуэкипажем Балтийского флота, 15-м полком морской пехоты, 61-й морской стрелковой бригадой. С мая 1942 года возглавлял Учебный отряд Черноморского флота. В апреле 1947 года в звании генерал-майора береговой службы был уволен в запас. Умер 18 октября 1979 года, похоронен на кладбище Коммунаров в Севастополе.

## Награды
- Орден Отечественной войны 1-й степени (19.6.1944)[5]
- Красного Знамени (3.11.1944)[6]
- орден Ленина (21.2.1945)[7],
- медали, в том числе:
  - XX лет Рабоче-Крестьянской Красной Армии[7]
  - За оборону Ленинграда[7]
  - За оборону Советского Заполярья (15.6.1945)[8]
- именное оружие (дважды)[4].

## Комментарии
1. ↑  Деревня Старое Опарино[1], относившаяся к Хлебниковской волости Уржумского уезда, в последующем входила в состав Хлебниковского сельсовета Хлебниковского, с 11 марта 1959 — Мари-Турекского района[2]; 28 июня 1965 года деревни Старое Опарино и Руйка были объединены в единый населённый пункт с названием «деревня Руйка», ныне — в составе Хлебниковского сельского поселения, Мари-Турекский район Марий Эл[3].